# Preon
Preony – hipotetyczne subcząstki tworzące kwarki i leptony. Teoria preonów stanowi alternatywę do teorii strun i teorii M-bran.